# コバルトマン
コバルトマン（Cobalt Man、ラルフ・ロバーツ（Ralph Roberts）)はマーベル・コミックの世界に登場するスーパーヴィラン。

## 出版史
コバルトマンは『X-Men』#31（1967年4月）で、作家のロイ・トーマスとペンシラーのヴェルナー・ロスによって作成された。キャラクターは次に、『X-Men』#34（1967年7月）、#79(1973年12月)、『The Incredible Hulk』#173-175（1974年3月-5月）、『Defenders』#42-43（1976年12月-1977年1月）、『Hulk: Nightmerica』#1（2003年8月)、『Avengers/Thunderbolts』#1（2004年5月）で登場し、『Civil War』#1（2006年7月）で死亡した。彼は死後、『Marvel Spotlight Civil War: Aftermath』#1（2007年3月）で登場した。
『Captain Marvel』#2-3（2008年2月-3月）の「Secret Invasion」で、コバルトマンのスクラルのバージョンが現れる。
コバルトマンは『Marvel Legacy: The 1970's Handbook』#1（2006年）でエントリーされた。

## 経歴
ラルフ・ロバーツは、核放射線がコバルトに与える影響を研究し続けていた発明家であった。彼はこの研究を兵器に応用しようとし、アイアンマンのアーマーの模造品のコバルト・スーツを造り、自らをコバルトマンと呼んだ。エッグヘッドのEmissaries of Evilとの任務の際に、核爆発で死んだと思われていたが、後に生き残っていたことが明らかとなった。
ラルフには、以前よくジーン・グレイとデートしていたテッド・ロバーツという弟がいた。

### Iron Man imposter
2004年の全6号のミニシリーズ『Avengers/Thunderbolts』でトニー・スタークは、サンダーボルツの目的と方針を学ぶためにコバルトマンに変装してに侵入したが、結局スタークは正体を明らかにしてコバルトマンのアーマーを捨てた。

### The Stamford Disaster
オリジナルのコバルトマンは、『New Avengers』#1-3(2005年1月から3月までの)の間にラフト刑務所から逃れた多くのヴィランのうちのひとりだった。ニュー・ウォーリアーズは他の脱獄囚と共にスタンフォードに隠れているコバルトマンを見つけた。ニュー・ウォーリアーズはリアリティ番組に出演していた。戦いの最中、ニトロは周辺すべてを壊すのにパワーを使い、何百人もの男性・女性・子供、およびほとんどのニュー・ウォーリアーズ、そしてコバルトマンの死を引き起こした。

### Secret Invasion
『Captain Marvel』（2007年-2008年）では、コバルトマンは復活して、キャプテンマー・ヴェルと戦ったが、彼が「別人のように見えた」と述べた。ヴィランたちが復活する一連の事件の後、シークレットインベーションについて知り、キャプテンマーヴェルはコバルトマンを調べることを決め、そしてその正体はスクラルであり、それからマー・ヴェルは本当のキャプテンマーヴェルでなかったことで責められる。キャプテン・マーヴェルが実際はKhn'nrというスクラルであったと判明するとき、彼はコバルトマンのスクラルを殺すことによってスクラルたちを反抗させる。

## パワーと能力
初めにロバーツは、アイアンマンのような能力を獲得するために、飛行能力・超人的な力・ビームを跳ね返す耐久性を持つアーマーをつけていた。アーマー（少なくとも第2バージョン）は他にも酸素タンクを持ち宇宙の真空から着用者を保護する。